# Sindicatura de Cuentas del Principado de Asturias
La Sindicatura de Cuentas (en asturiano Sindicatura Cuentes) es un órgano estatutario del Principado de Asturias (España), regulado por la ley 3/2003 de 24 de marzo y constituido el 21 de abril de 2005 con el nombramiento de los tres síndicos. 
La Sindicatura es el órgano al que corresponde las funciones de fiscalización de la actividad económico-financiera del sector público autonómico, velando por su adecuación a los principios de legalidad, eficacia y eficiencia , el asesoramiento en todo lo relacionado con las materias propias de su competencia a la Junta General del Principado de Asturias y a las Entidades locales del Principado y, finalmente, el ejercicio de las competencias que le sean delegadas por el Tribunal de Cuentas en los términos previstos en su Ley Orgánica.